# Thalatha cinereoviridis
Thalatha cinereoviridis là một loài bướm đêm trong họ Noctuidae.